# Messerschmitt Me 323
El Messerschmitt Me 323 Gigant (‘gigante’ en alemán) fue un avión de transporte pesado alemán de la Segunda Guerra Mundial. Era la variante motorizada del planeador Me 321 y fue el mayor avión de transporte basado en tierra de la guerra. Se construyeron un total de 213, unos cuantos de los cuales eran conversiones desde el Me 321.

## Desarrollo

### Me 321
La génesis del Me 323 Gigant (gigante) tiene su origen en 1940, en los requerimientos para un gran planeador que se utilizaría en la Operación León Marino, la proyectada invasión de Gran Bretaña. El planeador ligero DFS 230 había demostrado ya su valía en el ataque al fuerte Eben-Emael en Bélgica (el primer asalto por tropas aerotransportadas en planeadores), y sería usado más adelante en la invasión de Creta en 1941. Sin embargo, la perspectiva de una invasión de Gran Bretaña a través del Canal de la Mancha mostró la necesidad de transportar por aire equipamiento pesado y vehículos que formaran parte de la ola inicial. Aunque la operación León Marino fue cancelada, las necesidades de un transporte aéreo pesado aún existían, ante la próxima Operación Barbarroja, la invasión de la URSS. 
El 18 de octubre de 1940, a Junkers y Messerschmitt se les dio apenas 14 días para entregar una propuesta de un gran planeador. Se hizo especial énfasis en su papel de asalto, y en que debían de ser capaces de transportar una pieza de artillería de 88 mm y su vehículo tractor o un tanque medio PzKpfw IV. El prototipo Junkers Ju 322 'Mammut', resultó completamente insatisfactorio al estar totalmente construido en madera, por lo que fue descartado. El Messerschmitt designado originalmente Me 261, fue redesignado como Me 263, y posteriormente Me 321. Aunque el Me 321 participó en operaciones en Rusia, no fue usado para el proyectado asalto a Malta, ni para otros asaltos aéreos.
El prototipo del Me 321 tenía una bodega de 11 metros de longitud, 3,30 de altura y 3,15 de anchura, lo que le permitía transportar 20.000 kg de carga, casi el doble de su peso en vacío, o un total estimado de 200 hombres. Para las pruebas de vuelo se utilizó un tren de ruedas lanzable, de manera que el avión aterrizaba después mediante patines desplegables. Para asistir en el despegue podían utilizarse ocho cohetes de 500 kg de empuje durante escasos 30 segundos. Un Junkers Ju 90 fue empleado como remolcador para el primer vuelo, el 25 de febrero de 1941, en el que el Me 321 demostró unas satisfactorias cualidades de pilotaje; sin embargo, se advirtió la necesidad de un avión remolcador más eficiente para subsanar los problemas encontrados durante el período de pruebas.
Una vez completados los 100 planeadores de serie Me 321A-1, Messerschmitt recibió un contrato para el Me 321B-1, que difería por su mayor cabina de vuelo, con piloto y copiloto (el Me 321A-1 solamente daba cabida a un piloto).
Cuando completó este segundo pedido de 100 unidades, a primeros de 1942, comenzó a estar disponible el remolcador Heinkel He 111 Z; la persistencia de los problemas en despegue, sin embargo, llevó a considerar la opción de una versión motorizada.

### Me 323

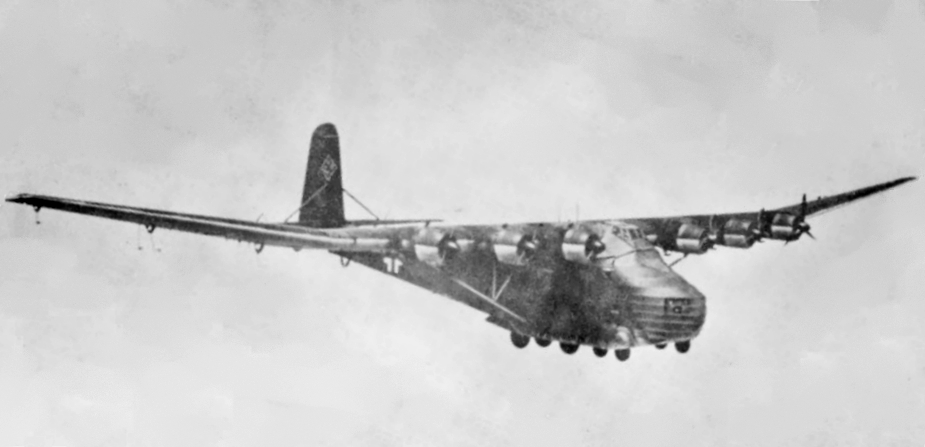

A comienzos de 1941, se tomó la decisión de motorizar el Me 321, designándose la nueva versión Me 323. También se decidió usar los motores franceses Gnome GR14N radiales de 990 CV usados también en el Bloch MB.175.
Las pruebas iniciales, se realizaron instalando cuatro motores Gnome a las alas reforzadas de un Me 321, el cual, dio la modesta velocidad de 210 km/h, 80 km/h más lento que un avión de transporte Ju 52. Se le colocó un tren de aterrizaje fijo, compuesto por cuatro pequeñas ruedas en la parte frontal y seis grandes a cada lado en dos filas de tres, parcialmente cubiertas por un carenado aerodinámico. Las ruedas traseras, estaban equipadas con unos frenos neumáticos capaces de detener el avión en 200 m.
Los cuatrimotores Me 323C fueron considerados como un peldaño más hacia los seis motores de la serie D; aún era necesario el Heinkel He 111Z Zwilling o la peligrosa maniobra Troikaschlepp, la formación de tres cazas pesados Messerschmitt Bf 110 para hacerlo despegar a plena carga, pero podía retornar a su base por sus propios medios una vez vacío. Esto, no era una clara mejora sobre su predecesor, el Me 321, por lo que el prototipo V2 se convirtió en el primer avión de transporte basado en tierra de 6 motores, y voló por primera vez a comienzos de 1942. Para reducir el par de los 6 motores, el trío de babor, giraba en sentido horario y el de estribor, en sentido antihorario.

## Diseño

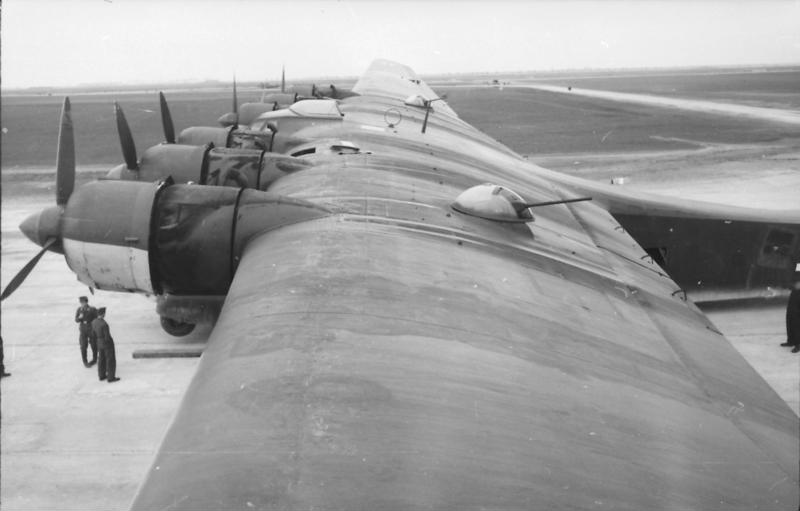
vista del ala de un Messerschmitt Me 323 Gigant

Al igual que el Me 321, el Me 323 tenía unas grandes alas montadas en voladizo, las cuales, apoyaban en el fuselaje. Para reducir el peso, y ahorrar aluminio, gran parte de las alas, estaban hechas de madera contrachapada y tela, mientras que el fuselaje, estaba realizado con tubos metálicos con largueros de madera cubiertos por tela barnizada, con un suelo apto para apoyar la carga útil. 
La serie 'D' tenía una tripulación de 5 personas: dos pilotos, dos ingenieros de vuelo y un operador de radio. Adicionalmente, podía llevar dos artilleros. Los dos ingenieros de vuelo, ocupaban dos pequeñas cabinas, situadas una en cada en ala, entre los motores interiores y el centro del avión. Los puestos de los ingenieros, estaban pensados para que se encargaran de monitorizar y sincronizar los motores, descargando de esta tarea a los pilotos, aunque el piloto, podía tomar la decisión de prescindir de los ingenieros y encargarse el del control. 
Comparado con el Me 321, el Me 323 tenía una carga útil mucho más reducida, entre 10 y 12 toneladas, que era el precio a pagar para que el avión pudiese funcionar de manera autónoma. En ocasiones, aún era necesario usar los motores cohete para colaborar en la maniobra de despegue utilizados por el Me 321. El espacio de carga era de 11 m de longitud, por 3 m de ancho y 3,4 m de altura. Su carga típica era: dos camiones de cuatro toneladas, o un cañón 15 cm sFH 18 (5,5 ton) con un tractor de artillería semioruga Sd.Kfz. 7 (11 ton), u 8.700 rondas de munición, o un cañón de 88 mm, su equipamiento, munición y servidores, o 52 barriles de combustible (de 252 litros cada uno), o 130 hombres, o 60 camillas.
Algunos Me-321 fueron convertidos a Me-323, pero la mayoría de los Me-323 fueron producidos con los seis motores desde el principio; los primeros modelos, estaban equipados con hélices de madera de dos aspas, que fueron reemplazadas por hélices metálicas de tres aspas de paso variable.
El Me 323 tenía una velocidad máxima de solo 218,8 km (118,14 nudos, 136m/h) a nivel del mar, que ascendía levemente en altitud. Para su defensa, estaba equipado con cinco ametralladoras de 13 mm en la dorsal tras las alas. Estas eran manejadas por los artilleros extra, el operador de radio y los ingenieros.

## Variantes
Me 323V1
Prototipo con cuatro motores Gnome-Rhône 14N.
Me 323V2
Prototipo con seis motores Gnome-Rhône 14N, igual a la serie D
Me 323D-1
Primera serie de producción, con seis motores Gnome-Rhône 14N y dos ametralladoras MG 15 de 7,92 mm en la cabina. Se realizaron modificaciones de campo para incrementar su armamento defensivo.
Me 323E-1
Segunda versión de serie, incorporaba torretas defensivas en las alas.
Me 323E-2
Tercera versión de serie.
Me 323E-2WT
Tercera versión de serie. Incorporaba una torreta en el morro.
Me 323V16
Prototipo con seis motores Jumo 211 R. Intentaba ser la base para la producción en serie del Me 323F.
Me 323V17
Prototipo (inacabado), con seis motores Gnome-Rhône GR14R de 1320 cv. Intentaba ser la base para la producción en serie del Me 323G.

## Historia operacional

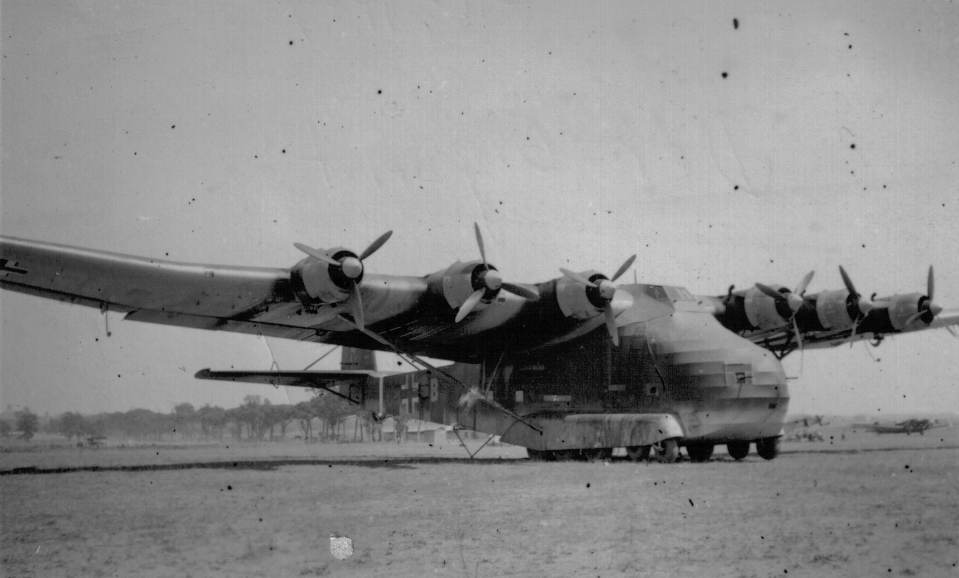
"Gigant" (Italia, agosto de 1943).

Desde septiembre de 1942, el Me 323 fue desplegado para su uso en la campaña de Túnez, y entró en servicio en el teatro de operaciones del Mediterráneo en noviembre de 1942. El alto índice de perdida de buques en del Eje, hizo necesaria la participación de estos grandes aviones a través del Mediterráneo para proveer de suministros al Afrika Korps comandado por el general Rommel.
El 22 de abril de 1943 una formación de 27 Me 323 totalmente cargados, eran escoltados a través del Estrecho de Mesina por varios Bf 109 del JG 27 cuando fueron interceptados por siete escuadrillas de Spitfires y Curtiss P-40, con la pérdida de 21 Me 323. Tres de los P-40, fueron derribados por los escoltas.
En cuanto al diseño del aeronave, el Me 323 era realmente resistente, y podía absorber una gran cantidad de daños, a menos que estuviera cargado con barriles de combustible. El Me 323 era considerado un "pato de feria," al ser un aparato tan lento y tan grande. Se considera que ningún avión de transporte puede sobrevivir si no se tiene superioridad aérea, y de hecho ningún Me 323 sobrevivió en servicio más allá del verano de 1944.
Se habían construido un total de 213 Me 323 cuando cesó la producción en abril de 1944. Hubo varias versiones de producción, comenzando por la D-1. Posteriormente, las versiones D y E se diferenciaron en la implantación de una central eléctrica y en su armamento defensivo, con mejoras en su resistencia estructural, y una mayor capacidad de carga, y de capacidad de combustible. No obstante, el Me 323 continuaba siendo un avión notablemente inframotorizado. Hubo una propuesta para instalarle motores radiales BMW 801, pero no se llegó a concretar. El Me 323 tenía también un corto alcance, con una autonomía máxima (cargado) de 1.000-1.200 km. Aunque esto, limitó el número de Me 323 en servicio, prestó un servicio inestimable a los alemanes, hasta el punto, que consideraron un uso intensivo de los mismos.

## Supervivientes
Ningún aparato completo, ha llegado hasta nuestros días, pero el museo de la Luftwaffe en Berlín-Gatow tiene en su colección largueros de las alas del Me 323.

## Especificaciones

### Características generales
- Tripulación: 5
- Capacidad: 130 soldados ó
- Carga: 10–12 toneladas de equipamiento
- Longitud: 28,2 m
- Envergadura: 55,2 m
- Altura: 10,15 m
- Peso vacío: 27.330 kg
- Peso cargado: 29.500 kg
- Peso máximo al despegue: 43.000 kg
- Planta motriz: 6×  Gnome-Rhône 14N.
  - Potencia: 700 kW 950 CV cada uno.
- Hélices: 1× tripala por motor.

### Rendimiento
- Velocidad máxima operativa (Vno): 270 km/h 170 mi/h
- Alcance: 800 km
- Techo de vuelo: 4.000 m 13.100 pies
- Régimen de ascenso: 216 m/min

### Desarrollos relacionados
- Messerschmitt Me 321

### Aeronaves similares
- Junkers Ju 322

### Secuencias de designación
- Sistema de designación aeronaves del RLM: ← He 319 · Me 321 · Ju 322 · Me 323 · Me 328 · Me 329 · Fa 330 →

### Listas relacionadas
- Anexo:Aeronaves militares de Alemania en la Segunda Guerra Mundial